# Antonio Carafa
Antonio Carafa (ur. 25 marca 1538 w Neapolu, zm. 13 stycznia 1591 w Rzymie) – włoski kardynał.

## Życiorys
Urodził się 25 marca 1538 roku w Neapolu, jako syn Rinalda I Carafella Carafy Stadery i Joannelli Carafy della Spiny (jego bratem był Carlo Carafa). Gdy jego wuj, Paweł IV został papieżem, Carafa udał się do Rzymu, gdzie otrzymał wykształcenie. W latach 1563–1564 studiował prawo na Uniwersytecie Padewskim. Wiosną 1559 roku został kanonikiem bazyliki watykańskiej i protonotariuszem apostolskim, a niedługo potem przyjął święcenia diakonatu. W tym samym roku musiał opuścić miasto, z powodu prześladowań członków rodu Carafów i udał się do Abruzji, Padwy i Neapolu. Gdy Pius V zrehabilitował jego nazwisko, Carafa powrócił do Rzymu i ponownie objął kanonikat bazyliki watykańskiej. 24 marca 1568 roku został kreowany kardynałem diakonem i otrzymał diakonię San Eusebio. Rok później został prefektem Trybunału Sygnatury Łaski. 12 grudnia 1583 roku został podniesiony do rangi kardynała prezbitera i otrzymał kościół tytularny San Eusebio. W 1585 roku został bibliotekarzem Kościoła Rzymskiego, a rok później prefektem kongregacji ds. soboru trydenckiego. Zmarł 13 stycznia 1591 roku w Rzymie.